# Дубов'язівський хлібозавод
Дубов'язівський хлібозавод  — підприємство харчової промисловості у селищі міського типу Дубов'язівка Конотопського району Сумської області України.

## Історія
Підприємство було збудовано та введено в експлуатацію після закінчення другої світової війни під найменуванням Дубов'язівський хлібозавод та забезпечувало хлібом та хлібобулочними виробами не лише селище, а й села району. Пізніше хлібозавод було модернізовано і перетворено на Дубов'язівський хлібний комбінат. Загалом, в часи радянської окупації України хлібокомбінат входив до числа найбільших підприємств селища.
Після проголошення незалежності України комбінат перейшов у відання державного комітету харчової промисловості України. Надалі державне підприємство було перетворено на колективне підприємство.
16 жовтня 2003 року господарський суд Сумської області визнав Дубов'язовський хлібокомбінат банкрутом. Після цього хлібокомбінат був реорганізований у приватне підприємство "Дубов'язівський хлібозавод" та відновив роботу.

## Сучасний стан
Дубов'язівський хлібозавод є одним із найбільших діючих підприємств Дубов'язівки і Конотопського району в цілому, він входить до числа основних виробників хлібобулочних виробів Сумської області.